# Methoxybenzylalkohole
| keine GHS-Piktogramme |

| keine GHS-Piktogramme |

| Gefahrensymbol |

Die Methoxybenzylalkohole bilden in der Chemie eine Stoffgruppe, die sich sowohl vom Benzylalkohol als auch vom Anisol ableitet. Die Struktur besteht aus einem Benzolring mit angefügter Hydroxymethyl- (–CH2OH) und Methoxygruppe (–OCH3) als Substituenten. Durch deren unterschiedliche Anordnung ergeben sich drei Konstitutionsisomere mit der Summenformel C8H10O2. In erster Linie kann man sie als methoxysubstituierte Benzylalkohole ansehen. Der 4-Methoxybenzylalkohol ist vor allem unter seinem Trivialnamen Anisalkohol bekannt, welcher unter anderem als Duftstoff Verwendung findet. In der englischsprachigen Literatur wird der Begriff Anisalkohol (anisyl alcohol) auch für die 2- und 3-Methoxybenzylalkohole verwendet.